# Töltényes-zsomboly
A Töltényes-zsomboly az Aggteleki Nemzeti Parkban található egyik barlang. A barlang az Aggteleki-karszt és a Szlovák-karszt többi barlangjával együtt 1995 óta a világörökség része.

## Leírás
Az Alsó-hegy fennsíkján, Komjáti külterületén, a település központjától É-ra, a Vecsem-bükk csúcsától 103°-ra 1,1 km-re, töbör alján, kb. 474 m tengerszint feletti magasságban van a barlang függőleges tengelyirányú bejárata. A Lófüle-zsomboly É-ra 400 m-re helyezkedik el. Középső triász wettersteini mészkőben jött létre a Töltényes-zsomboly. A barlang vízszintes kiterjedése 15 m.
Könnyen le lehet mászni a tág bejárati aknát a hasadék irányából megközelítve. Itt bezuhant farönkök és nagy kövek között haladva a túlsó végen egy lyuk látható, amelyen keresztül egy agyagos aljú kis terembe lehet átmenni, amelyből egy fülke nyílik. A kis terem egyik fala ferde és egy cseppkőlefolyás figyelhető meg benne, amely régen szép volt. Ez természetesen száraz, mert közel van a felszínhez. Felette, a hasadékban még egy darabig el lehet látni. Két–három személynek kulturált bivakhelye lehet.
1976-ban volt először Töltényes-zsombolynak nevezve a barlang az irodalmában. Előfordul a barlang az irodalmában 31 (Kósa 1992), Bezejmená (Kósa 1992), K-10 (Kósa 1992), Mészégető (Kósa 1992), Ürgelyuk (Kósa 1992) és V/3 (Kósa 1964) neveken és jelölésekkel is. A szlovákiai irodalomban keverik a szlovákiai Mészégető-zsombollyal és az Ürgelyuk-zsombollyal.

## Kutatástörténet
Az 1964. évi Karszt- és Barlangkutatási Tájékoztató 2–3. füzetében kiadott, Kósa Attila által írt tanulmányban szó van arról, hogy a V/3 Komjátin, a vecsembükki kilátótól 105° 10'-re 1095 m-re nyílik. A Kósa Attila által írt, 1964-ben kiadott, A zsombolyképződés kérdéseiről című tanulmányban van egy térkép, amelyen látható a Töltényes-zsomboly földrajzi elhelyezkedése. 1967. május 1-jén Domokos Péter, Frojimovics Péter és Hajdú László mérték fel a barlangot, majd Kósa Attila a felmérés alapján megszerkesztette a barlang alaprajz térképét és 4 metszet térképét.
A Bertalan Károly által írt, 1976-ban befejezett kézirat szerint az Alsó-hegyen, Komjátin helyezkedik el a Töltényes-zsomboly (V/3). A vecsembükki kilátótól 105° 10'-re 1095 m-re, a Lófüle-zsombolytól D-re 400 m-re van a Töltényes-zsomboly bejárata. A barlang 7,2 m mély. A kézirat barlangot ismertető része 1 publikáció alapján lett írva. Az 1977. január 31-én készült, a barlang 1975. novemberi bejárásán alapuló szpeleográfiai terepjelentésben az olvasható, hogy Komjátin, 470 m tengerszint feletti magasságban található a Töltényes-zsomboly. Ez az utóbbi adat térkép alapján lett megállapítva. A Komjátiból induló szerpentinen kell menni a fennsíkig, majd itt az első bal oldali földúton balra, É-ra, majd ÉNy-ra 800 m-t haladva az úttól balra, a második töbör aljában van a barlang bejárata. A 6 m függőleges kiterjedésű, függőleges jellegű és nedves barlangban vadmacska lakik.
Az 1977. évi Karszt és Barlangban megjelent tanulmányban van egy Magyarország térkép, amelyen a Magyarországon lévő, biológiailag kutatott barlangok földrajzi elhelyezkedése figyelhető meg. A térképen látható a biológiailag feldolgozás alatt álló Töltényes-zsomboly földrajzi elhelyezkedése. A folyóirat 1977. évi különszámába bekerült a tanulmány angol nyelvű változata. Ebben a tanulmányban is közölve lett a térkép, amelyen Töltényes Shaft a barlang neve. Az 1984-ben kiadott, Magyarország barlangjai című könyvben van egy Magyarország térkép, amelyen a Magyarországon lévő, biológiailag kutatott barlangok földrajzi elhelyezkedése figyelhető meg. A térképen látható a biológiailag feldolgozás alatt álló Töltényes-zsomboly földrajzi elhelyezkedése. A kiadvány országos barlanglistájában szerepel az Aggteleki-karszton lévő barlang Töltényes-zsomboly néven V/3 névváltozattal. A listához kapcsolódóan látható az Aggteleki-karszt és a Bükk hegység barlangjainak földrajzi elhelyezkedését bemutató 1:500 000-es méretarányú térképen a barlang földrajzi elhelyezkedése.
Az 1992. évi Karszt és Barlangban publikált, az Alsó-hegy magyarországi részének töbreit, zsombolyait és beszakadásait bemutató ábrán látható a barlang földrajzi elhelyezkedése. Az 1992-ben kiadott, Alsó-hegyi zsombolyatlasz című könyvben megjelent a barlang 1967-ben készült alaprajz térképe és 4 metszet térképe. A kiadvány szerint Kósa Attila a felmérők között volt. Az Alsó-hegy fennsíkjának magyarországi oldalát bemutató egyik térképen látható a barlang földrajzi elhelyezkedése. Több adattal együtt fel van tüntetve 6 irodalmi mű, amelyek foglalkoznak a barlanggal.
Az Aggteleki-karszt és a Szlovák-karszt többi barlangjával együtt 1995 óta a világörökség része a Töltényes-zsomboly. A Nyerges Attila által 1997-ben készített szakdolgozat szerint az 5 m mély Töltényes-zsomboly az Alsó-hegy magyarországi részének 60. legmélyebb barlangja. A 2008. szeptember 27-én megrendezett XV. Lakatos Kupa kiadványában 6 m mély barlangként szerepel. A verseny egyik lehetséges érintőpontja volt a barlang. 2016-ban Luděk Vlk és Michal Varhola felmérték a zsombolyt, majd Luděk Vlk a felmérés alapján megrajzolta a barlang alaprajz térképét és 3 keresztmetszet térképét. Az alaprajz térképen látható a 3 keresztmetszet elhelyezkedése a barlangban.
Az Alsó-hegy karsztjelenségeiről szóló, 2019-ben kiadott könyvben az olvasható, hogy a Töltényes-zsomboly 22 m hosszú és 7 m mély. A barlang azonosító számai: Szlovákiában 31, Magyarországon 5452/58, egyéb V/3 és K-10. A könyvben publikálva lett a barlang 2016-ban készült alaprajz térképe és 2016-ban készült 3 keresztmetszet térképe. A barlangot 2016-ban Luděk Vlk és Michal Varhola mérték fel, majd 2016-ban Luděk Vlk a felmérés alapján megrajzolta a barlang térképeit. A térképeket 2016-ban Luděk Vlk digitalizálta. A kiadványhoz mellékelve lett az Alsó-hegy részletes térképe. A térképet Luděk Vlk, Mojmír Záviška, Ctirad Piskač, Jiřina Novotná, Miloš Novotný és Martin Mandel készítették. A térképen, amelyen fekete ponttal vannak jelölve a barlangok és a zsombolyok, látható a Töltényes-zsomboly (5452/58, 31) földrajzi elhelyezkedése. (A KvVM Barlang- és Földtani Osztályon található a barlangnak egy szerzőnév nélküli és évszám nélküli alaprajz térképe, valamint hosszmetszet térképe is.)

## További irodalom
- Havliček, David – Vojiř, V.: Speleologický Prúzkum Dolného Vrchu. Slovensky Kras, 1984. 22. köt. 213–244. old.
- Kósa Attila: Közvetlen felszínalatti karsztos képződmények morfológiai és műszaki vonatkozású vizsgálata. Kézirat, 1969. Doktori disszertáció, Budapesti Műszaki Egyetem.
- Vojiř, V.: Zpráva o stavu speleologického prúzkumu Dolného Vrchu v Jihoslovenskémkrasu, okres Rožnava, k srpnu 1966. Geobuch, 1966. Speleologicky Klub Praha.
- Vojiř, V.: Dolný Vrch, I. etapová zpráva o speleologickém prúzkumu. 1973. Speleologicky Klub Praha.